# Ànec de les Bahames
L'ànec de les Bahames (Anas bahamensis) és un ànec de superfície, per tant un ocell de la família dels anàtids (Anatidae) que habita l'àrea neotropical i les illes Galápagos, i és usat en molts llocs com a ocell ornamental.

## Morfologia
- Fa 16 – 51 cm de llargària, amb un pes de 400 – 700 g.
- Com altres espècies de l'hemisferi meridional no hi ha un patent dimorfisme sexual.
- Color general canyella, amb taques negres al dors i clapejat per sota. Galtes blanques molt distintives. Cua color crema. Mirall verd i canyella.[1]
- Bec gris, amb la base vermella.

## Hàbitat i distribució
Habita aigües preferentment amb alts graus de salinitat, com ara llacs salobres, estuaris i manglars a les Antilles, localment al nord de Sud-amèrica, nord de l'Argentina i Xile, Uruguai, el Paraguai, sud del Brasil i Bolívia i les illes Galápagos.

## Alimentació
S'alimenta de plantes aquàtiques i petits animals obtinguts des de la superfície.

## Reproducció
El niu és a terra, entre la vegetació i prop de l'aigua. Pon 6 – 10 ous que cova durant uns 25 dies.

## Llista de subespècies
Se n'han descrit tres subespècies:
- Anas bahamensis bahamensis Linnaeus 1758, de les Antilles i terres baixes prop de la costa del nord d'Amèrica del Sud
- Anas bahamensis galapagensis (Ridgway) 1890, que habita les illes Galàpagos.
- Anas bahamensis rubrirostris Vieillot 1816. Una miqueta major que les altres subespècies, habita al sud de Brasil, Bolívia, Paraguai, Uruguai, Argentina i Xile. Migrador parcial.